# Koncertina
Koncertina je druh knoflíkové tahací harmoniky – akordeonu. Anglickou diatonickou koncertinu s šestibokým tělem vytvořil v roce 1829 Charles Wheatstone a nástroj se rychle rozšířil po celé Anglii. Německou verzi s čtyřbokým tělem sestrojil v roce 1834 Carl Friedrich Uhlig. V roce 1850 George Jones použil anglický tvar těla, německé rozložení tónů a doplnil další řadu knoflíků, čímž vytvořil novou plně chromatickou verzi, označovanou jako Anglicko-německá nebo Anglo-chromatická koncertina.
Tělo koncertiny mívá nejčastěji tvar šestibokého hranolu, existuje i mnoho nástrojů s tělem ve tvaru čtyř- až dvanáctibokého hranolu.
Koncertiny mají několik řad knoflíků, jejichž uspořádání se u různých nástrojů liší. Všechny knoflíky ovládají pouze jednoduché tóny, nástroj nemá žádné akordické knoflíky. U některých koncertin závisí výška hraných tónů na směru pohybu měchu, u jiných je na něm nezávislá.